# Natalija Kočergina
Natalija Kočergina, née le 17 avril 1985 à Oleksijevo-Druzhkivka, est une biathlète et fondeuse lituanienne.

## Biographie
Natalija Kočergina commence sa carrière dans le ski de fond en 2003. Elle participe aux Mondiaux 2013 à Val di Fiemme dans ce sport.
Membre de l'équipe nationale de biathlon depuis 2010, elle prend part à ses premiers championnats du monde en 2011 à Khanty-Mansiïsk. Elle effectue sa première saison complète en 2012-2013, marquant ses premiers points à l'occasion du sprint d'Oberhof (35e). En 2014, elle devient championne de Lituanie, mais manque sa qualification pour les Jeux olympiques de Sotchi de peu.
Aux Jeux olympiques d'hiver de 2018, elle se classe 80e du sprint, 30e de l'individuel et 19e du relais mixte. Elle obtient son meilleur résultat sur la scène internationale aux Championnats du monde 2019 à Östersund en terminant à la 27e place du sprint.
En parallèle de sa carrière sportive, elle a obtenu son doctorat de sciences sociales.

## Palmarès en biathlon

### Jeux olympiques
| Épreuve / Édition                | Individuel | Sprint | Poursuite | Départ en masse | Relais | Relais mixte |
| Jeux olympiques 2018 Pyeongchang | 30e        | 80e    | —         | —               | —      | 19e          |

Légende :
- — : Non disputée par Kočergina

### Championnats du monde
| Mondiaux /Épreuve /       | Individuel | Sprint | Poursuite | Départ en masse | Relais | Relais mixte | Relais mixte simple              |                                  |                                  |                                  |                                  |                                  |
| 2011 Khanty-Mansiïsk      | 90e        | 97e    | —         | —               | —      | —            | Épreuve inexistante à cette date | Épreuve inexistante à cette date | Épreuve inexistante à cette date | Épreuve inexistante à cette date | Épreuve inexistante à cette date | Épreuve inexistante à cette date |
| 2012 Ruhpolding           | 72e        | 89e    | —         | —               | 23e    | 25e          |                                  |                                  |                                  |                                  |                                  |                                  |
| 2013 Nové Město na Moravě | Abandon    | 99e    | —         | —               | 23e    | 24e          |                                  |                                  |                                  |                                  |                                  |                                  |
| 2015 Kontiolahti          | 90e        | —      | —         | —               | 20e    | —            |                                  |                                  |                                  |                                  |                                  |                                  |
| 2016 Holmenkollen         | 86e        | 87e    | —         | —               | —      | 23e          |                                  |                                  |                                  |                                  |                                  |                                  |
| 2017 Hochfilzen           | 89e        | 75e    | —         | —               | 21e    | 24e          |                                  |                                  |                                  |                                  |                                  |                                  |
| 2019 Östersund            | 80e        | 27e    | 51e       | —               | —      | 24e          | 25e                              |                                  |                                  |                                  |                                  |                                  |
| 2020 Antholz-Anterselva   | 61e        | 34e    | 56e       | —               | —      | 16e          | 24e                              |                                  |                                  |                                  |                                  |                                  |
| 2021 Pokljuka             | 69e        | 83e    | —         | —               | —      | 17e          | 24e                              |                                  |                                  |                                  |                                  |                                  |
| 2023 Oberhof              | 80e        | 52e    | 56e       | —               | —      | 18e          | —                                |                                  |                                  |                                  |                                  |                                  |
| 2024 Nové Město           | 55e        | 55e    | 51e       | —               | —      | 17e          | 24e                              |                                  |                                  |                                  |                                  |                                  |
| 2025 Lenzerheide          | 68e        | 84e    | —         | —               | 17e    | —            | —                                |                                  |                                  |                                  |                                  |                                  |

Légende :
- — : Non disputée par Kočergina

### Coupe du monde
- Meilleur classement général : 86e en 2019.
- Meilleur résultat individuel : 27e.

#### Classements en Coupe du monde
| Saison    | Classement général final | Individuel | Sprint | Poursuite | Mass start |
| 2010-2011 | nc                       | nc         | nc     |           |            |
| 2011-2012 | nc                       | nc         | nc     | -         |            |
| 2012-2013 | 95e                      | nc         | 82e    | nc        |            |
| 2013-2014 | 90e                      | nc         | 80e    | nc        |            |
| 2014-2015 | 90e                      | 65e        | nc     | nc        |            |
| 2015-2016 | nc                       | nc         | nc     |           |            |
| 2016-2017 | nc                       | nc         | nc     | nc        |            |
| 2017-2018 | 97e                      | nc         | 87e    | nc        |            |
| 2018-2019 | 86e                      | nc         | 76e    | -         |            |
| 2019-2020 | 89e                      | nc         | 78e    | nc        |            |
| 2020-2021 | nc                       | nc         | nc     | -         |            |
| 2021-2022 | nc                       | nc         | nc     | nc        |            |
| 2022-2023 | nc                       | nc         | nc     | nc        |            |

## Palmarès en ski de fond

### Championnats du monde
| Épreuve / Édition           | Sprint                           | Sprint    | 15 km | 15 km                            | Poursuite 2 × 15 km | 50 km libre | Relais | Relais    |
| Épreuve / Édition           | libre                            | classique | libre | classique                        | Poursuite 2 × 15 km | 50 km libre | Sprint | 4 × 10 km |
| Mondiaux 2013 Val di Fiemme | Épreuve inexistante à cette date | —         | 54e   | Épreuve inexistante à cette date | —                   | —           | 20e    | —         |

Légende :
- : pas d'épreuve
- — : Non disputée par Kocergina